# Nortrax
Nortrax, Inc. er en amerikansk forhandler af entreprenørmaskiner, mineudstyr og skovbrugsmaskiner. Siden 2003 er det et datterselskab til maskinproducenten John Deere. Virksomheden har hovedkvarter i Mississauga, Ontario og i Westbrook, Maine.